# Humbug's Gulch
«La Quebrada de Humbug» —título original en inglés: «Humbug's Gulch»— es el tercer episodio de la quinta temporada de la serie de televisión posapocalíptica, horror Fear the Walking Dead. Se estrenó el 16 de junio de 2019. Estuvo dirigido por Colman Domingo marcando el segundo episodio que ha dirigido para la serie y en el guion estuvo a cargo de Ashley Cardiff.
Este episodio marca la primera aparición de Dwight interpretado por Austin Amelio, después de su partida en octava temporada de la serie original. Él es el segundo miembro del reparto de The Walking Dead después de Lennie James en unirse al reparto principal de Fear the Walking Dead.

## Trama
El grupo comienza a trazar la ubicación de los obstáculos de los caminantes mientras Alicia comienza a buscar a la familia de Max después de escuchar un mensaje de ellos por la radio. John y June son atacados y se refugian en Humbug's Gulch, un pueblo fantasma que alguna vez actuó como una atracción de parque temático. Mientras recuperan armas del salón durante una tormenta de polvo, Dwight ataca y finalmente revela que está buscando a su esposa desaparecida, Sherry. La búsqueda de Dwight lo ha llevado de Virginia a Texas, siguiendo las notas de Sherry, quien está huyendo de "gente mala". Dwight queda atrapado por una manada mientras busca en un automóvil la siguiente pista, que resulta ser un callejón sin salida. June habla con Dwight para que no se suicide y los tres eliminan la manada juntos. Utilizando su experiencia como policía, John determina que Dwight estaba buscando en el auto equivocado y que Sherry aún puede estar allí. Dwight y Morgan se reencuentran por primera vez desde la guerra contra los Salvadores y dejan atrás el pasado. Dwight lleva al grupo al mayor obstáculo para los caminantes hasta el momento, pero son interrumpidos por una llamada de Max. El grupo encuentra a Dylan ensangrentado mientras Max y Annie establecen otro obstáculo para los caminantes y planean usar a Dylan para averiguar por qué el grupo de Morgan está en el área antes de asegurarse de que no sean una amenaza para ellos.

## Recepción

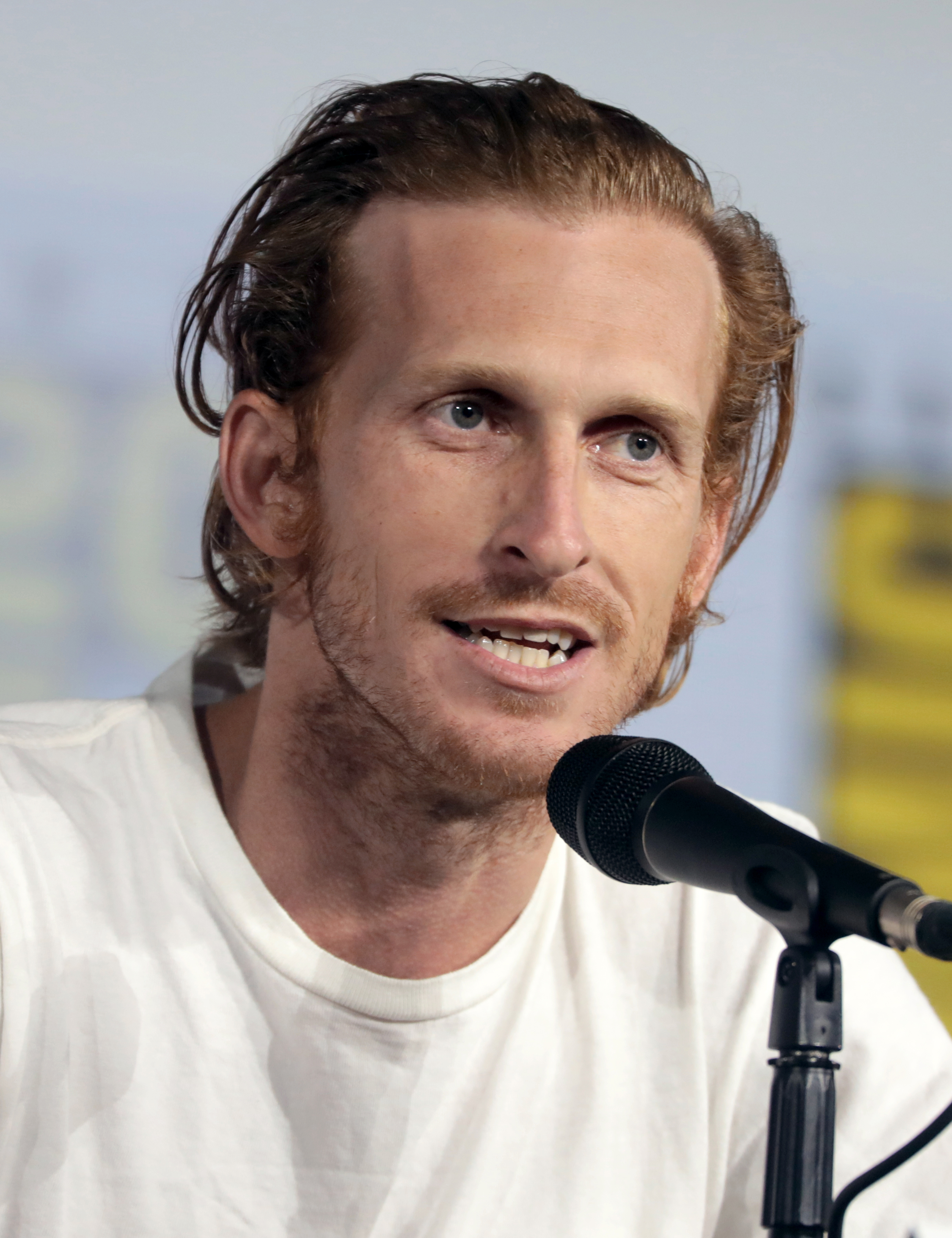
Austin Amelio hizo su primera aparición como Dwight en este episodio, después de su salida de The Walking Dead.

El episodio recibió críticas en su mayoría positivas, a pesar de que la mayoría de los episodios de la temporada recibieron críticas mixtas o malas. Tiene una calificación positiva del 83% con un puntaje promedio de 6.33/10 sobre 12 en el agregador de reseñas Rotten Tomatoes. El consenso de los críticos dice: "Fear the Walking Dead se quita el polvo y se divierte con los tropos occidentales, aunque algunos espectadores pueden sentir que la seriedad de esta entrega es inmerecida". Escribiendo para Forbes, Erik Kain elogió el episodio y escribió: "En total, menos un par de momentos en los que poner los ojos en blanco, este fue un episodio bastante bueno. Me gustó la sensación de película occidental de Humbug's Gulch, y disfruté más enfocarme en John Dorie y June". Al escribir para Tell-Tale TV, Nick Hogan le dio una calificación de 4/5 y dijo: "Fear the Walking Dead está equilibrando lentamente su trama y su personaje en un programa totalmente satisfactorio".
Noetta Harjo de "Geek Girl Authority" elogió el episodio y escribió: "Es realmente bueno volver a ver a Dwight. Tiene mucho que expiar".
David S.E. Zapanta de Den of Geek! le dio una calificación de 2.5/5 y dijo: ""Gulch" no se decepciona por la dirección de Domingo. Más bien, es el guión de Ashley Cardiff, que nos haría creer en el poder del pensamiento positivo en un momento, solo para mostrarnos la locura de seguir el corazón de uno en el siguiente momento." Escribiendo para Uproxx, Dustin Rowles dijo: "Esa separación de San Antonio fue enormemente impresionante. Creo que puede haberle dado a June los vapores. Six-Gun Sam también es un nombre mucho mejor que John Dorie".

### Calificaciones
El episodio fue visto por 1,76 millones de espectadores en los Estados Unidos en su fecha de emisión original, por encima del episodios anterior.